# The Glory of Yolanda
The Glory of Yolanda er en amerikansk stumfilm fra 1917 af Marguerite Bertsch.

## Medvirkende
- Anita Stewart som Yolanda
- John Ardizoni som Boris
- Denton Vane som Drolinski
- Evart Overton som Alexander
- Mr. Turin som Serge